# اردنه (دورنوغوبی)
شهرستان اِردِنه (به زبان مغولی: Эрдэнэ сум، [Erdene sum]؛ ᠡᠷᠳᠡᠨᠢ ᠰᠤᠮᠤ، [erdeni sumu]) یک شهرستان (سُوم) در مغولستان است که در استان دورنوغوبی واقع شده‌است. اردنه ۹٬۹۵۲٫۰۴ کیلومتر مربع مساحت دارد.

## تقسیمات اداری
شهرستان اِردِنه متشکل از ۵ قصبه (باغ) می‌باشد، شامل:
- اولان‌اُول (مغولی: Улаан-Уул баг، [Ulaan-Uul bag]؛ ᠤᠯᠠᠭᠠᠨ ᠠᠭᠤᠯᠠ ᠪᠠᠭ، [ulaɣan aɣula baɣ])
- بوردِنه (مغولی: Бүрдэнэ баг، [Bürdene bag]؛ ᠪᠦᠷᠢᠳᠡᠨᠢ ᠪᠠᠭ، [bürideni baɣ])
- چاغان‌خوتول (مغولی: Цагаан хөтөл баг، [Cagaan xötöl bag]؛ ᠴᠠᠭᠠᠨ ᠬᠥᠲᠦᠯ ᠪᠠᠭ، [čaɣan kötül baɣ])
- دوربولج (مغولی: Дөрвөлж баг، [Dörbolž bag]؛ ᠳᠥᠷᠪᠡᠯᠵᠢ ᠪᠠᠭ، [dörbelji baɣ])
- یِنشوف (مغولی: Еншөөв баг، [Jenšööv bag]؛ ᠶᠡᠨᠢᠰᠢᠭᠦᠪᠦ ᠪᠠᠭ، [yenšigübü baɣ])